# Яань
Яа́нь (кит. упр. 雅安, пиньинь Yǎ'ān) — городской округ в провинции Сычуань КНР.

## История
Впервые этот город (под названием Ячжоуфу — «Управа округа Я») упоминается в документах времён эпохи Чжоу. При империи Цинь и Хань он был уездным центром, впоследствии попал под власть кочевых народов. Вновь оказался в составе Китая в конце V века, с 604 года — административный центр уезда Я.
В 1939 году была образована провинция Сикан, и эти земли вошли в её состав. В 1951 году был образован Специальный район Яань (雅安专区).
В 1955 году после ликвидации провинции Сикан Специальный район Яань был передан в состав провинции Сычуань, при этом в него вошёл уезд Лудин из Гардзе-Тибетского автономного округа. В 1956 году уезд Лудин был возвращён в Гардзе-Тибетский автономный округ. В 1958 году был расформирован город Яань, а его территория передана под юрисдикцию уезда Яань.
В 1970 году Специальный район Яань был переименован в Округ Яань (雅安地区). В 1983 году уезд Яань был преобразован в городской уезд.
В 2000 году постановлением Госсовета КНР округ Яань был преобразован в городской округ; при этом территория городского уезда Яань стала районом Юйчэн в его составе. В 2012 году уезд Миншань был преобразован в район городского подчинения.

## Население
Основное население составляют ханьцы, также в округе проживают значительные общины тибетцев и народа и. Среди верующих имеются буддисты, даосисты, католики и последователи бон.

## Административно-территориальное деление
Городской округ Яань делится на 2 района, 6 уездов:
| Карта | #     | Статус    | Название | Иероглифы     | Пиньинь | Население (2004) | Площадь (км²) | Плотность населения (/км²) |
| ----- | ----- | --------- | -------- | ------------- | ------- | ---------------- | ------------- | -------------------------- |
|       |       |           |          |               |         |                  |               |                            |
| 1     | Район | Юйчэн     | 雨城区   | Yǔchéng Qū    | 340 000 | 1060             | 321           |                            |
| 2     | Район | Миншань   | 名山区   | Míngshān Qū   | 260 000 | 614              | 423           |                            |
| 3     | Уезд  | Инцзин    | 荥经县   | Yíngjīng Xiàn | 140 000 | 1781             | 79            |                            |
| 4     | Уезд  | Ханьюань  | 汉源县   | Hànyuán Xiàn  | 350 000 | 2349             | 149           |                            |
| 5     | Уезд  | Шимянь    | 石棉县   | Shímián Xiàn  | 120 000 | 2678             | 45            |                            |
| 6     | Уезд  | Тяньцюань | 天全县   | Tiānquán Xiàn | 150 000 | 2394             | 63            |                            |
| 7     | Уезд  | Лушань    | 芦山县   | Lúshān Xiàn   | 120 000 | 1364             | 88            |                            |
| 8     | Уезд  | Баосин    | 宝兴县   | Bǎoxīng Xiàn  | 60 000  | 3114             | 19            |                            |

## Экономика

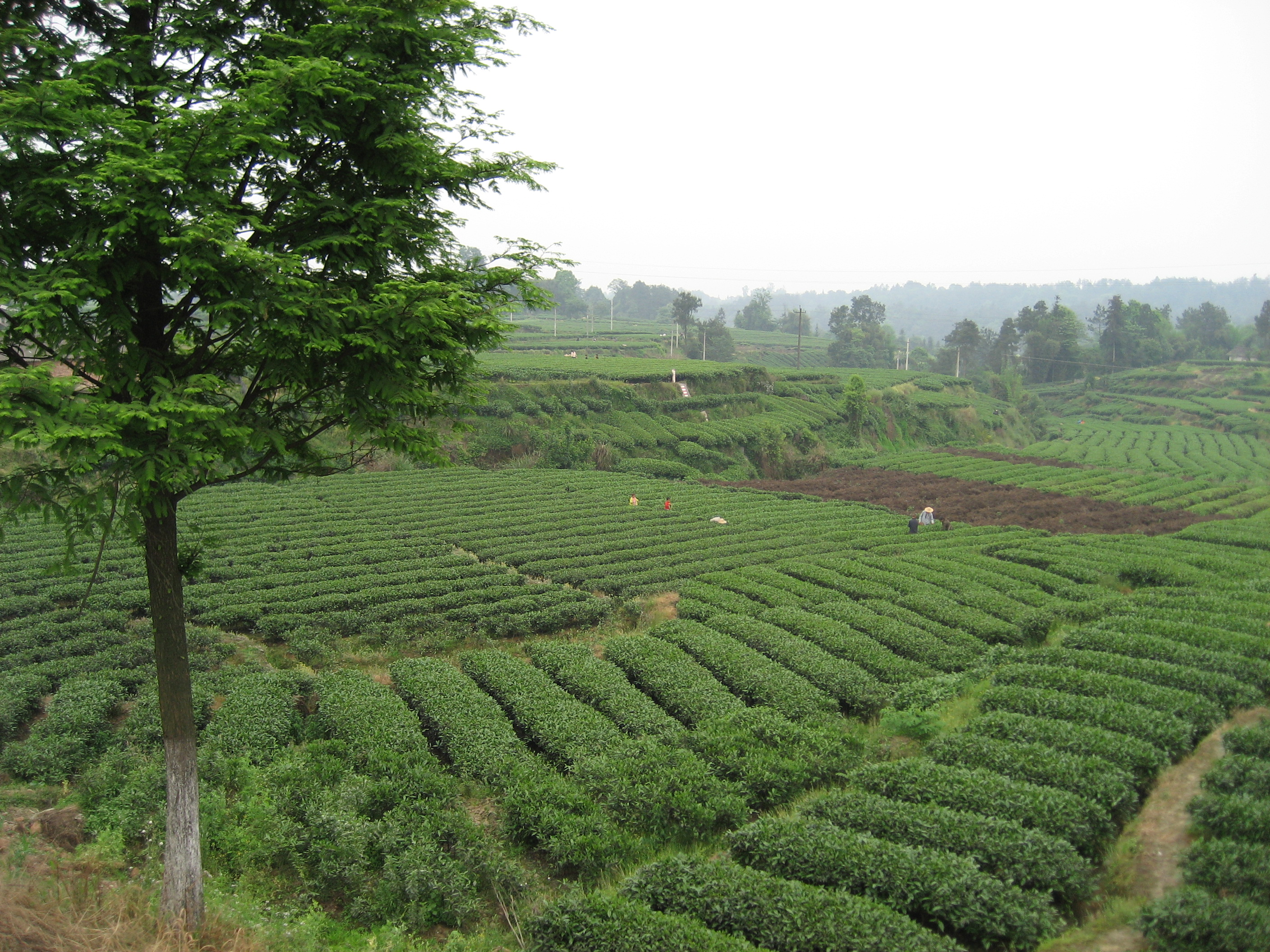
Чайные плантации в районе Миншань

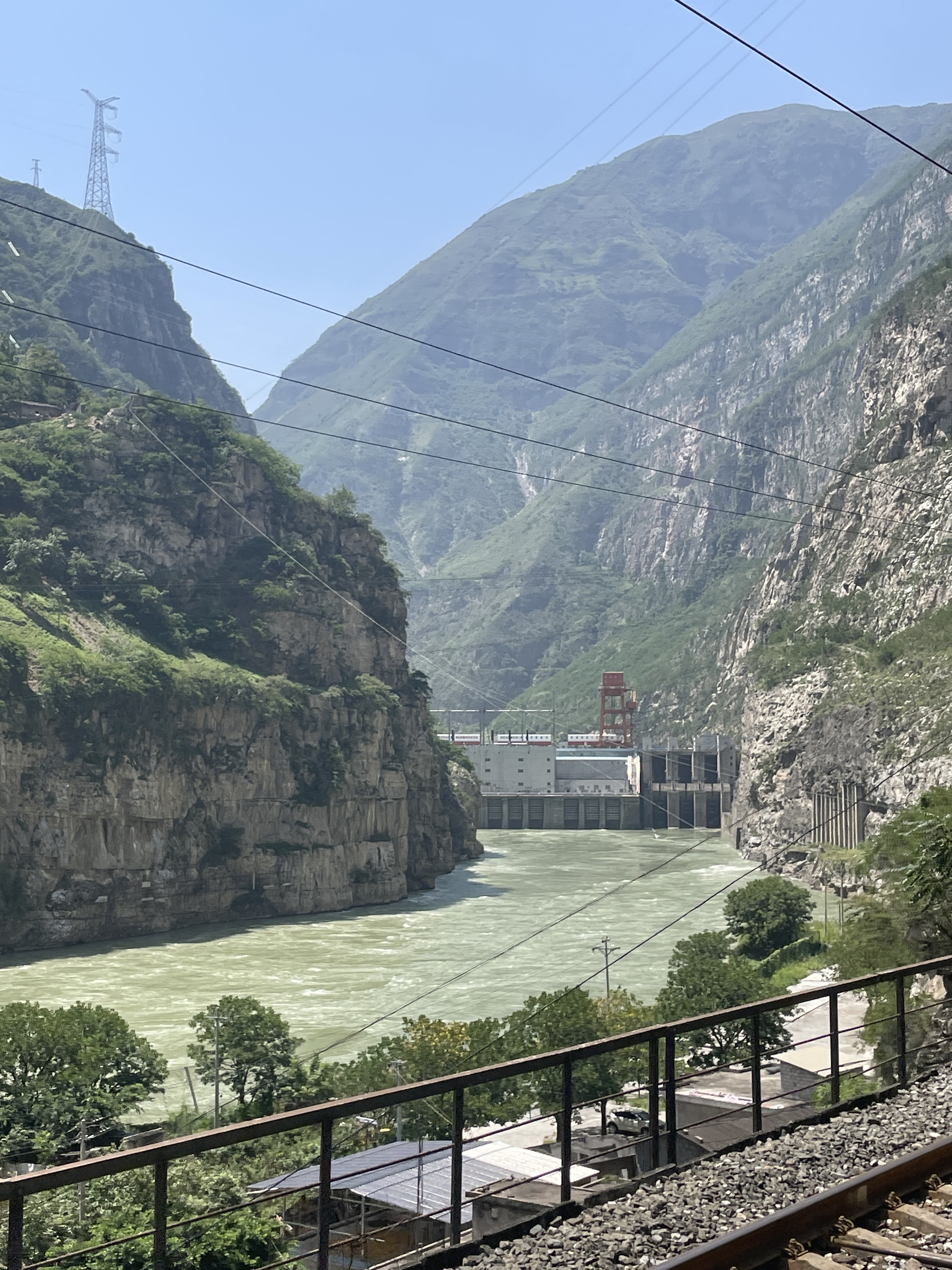
ГЭС Шэньсиго на реке Даду в уезде Ханьюань

Яань является крупным центром автомобильной, металлургической, химической и пищевой промышленности, а также значительным центром производства промышленного оборудования, электротехники, лекарств, комбикормов, строительных материалов, бумаги, волокон, готовой одежды, мясных продуктов, напитков и чая. На горных реках построены несколько крупных и средних гидроэлектростанций. В округе развиты сельское хозяйство и рыболовство, Яань славится своими карпами и плиточным чаем.
Кроме того, городской округ Яань является крупным центром по разведению осетров, переработке и консервации осетровой икры.
В Яане базируются завод грузовиков Sichuan Huatong Automobile Group, завод внедорожников China Hi-Tech Off-Road Vehicle, завод автомобильных комплектующих Sichuan Jian'An Industry, завод строительной техники Sichuan Tianli Machinery Group, металлургический завод Sihuan Zinc & Germanium Technology, химические заводы Sichuan Hanyuan Chemical, Sichuan Shenhong Chemical Industry и Sichuan Yayun Metallurgical and Chemical Group, фармацевтический завод China Resources Sanjiu Medical & Pharmaceutical, пищевые фабрики Yingjing Xuchang Food, Sichuan Ng Fung Lihong Food и Sichuan Qianji Stall Food, цементный завод Sichuan Haoyu Cement.

### Туризм
Туризм является важной частью экономики округа. Среди самых популярных локаций — заповедник гигантских панд в районе Юйчэн.

## Транспорт

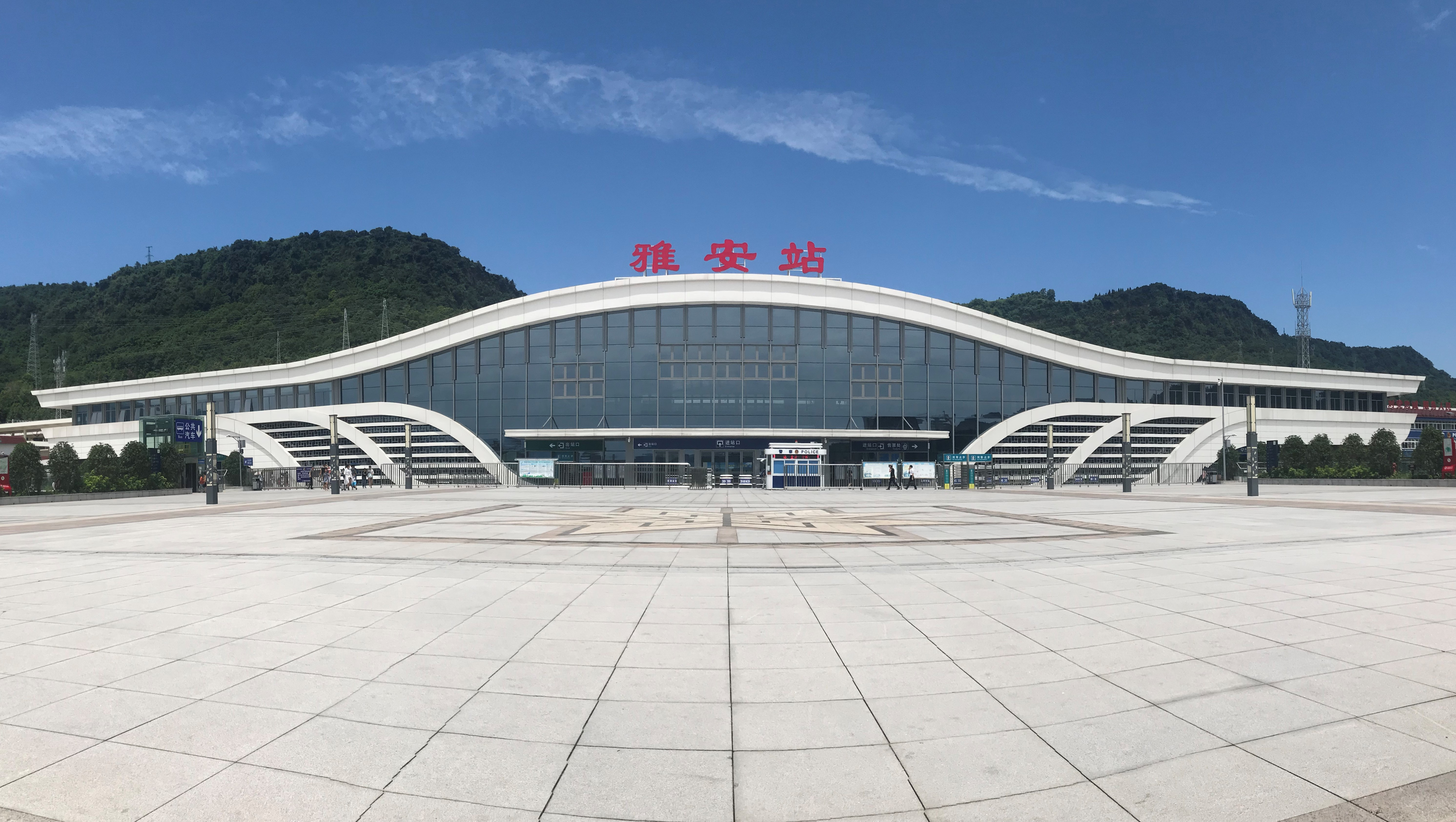
Вокзал в Яане

### Железнодорожный
Яань связан скоростной линией с Чэнду, которая является частью Сычуань-Тибетской железной дороги.

### Автомобильный
Через территорию округа проходят национальное шоссе Годао 318, скоростная дорога Пекин — Куньмин и кольцевая скоростная автострада Чэнъюй (G93). Из-за сложного рельефа на территории округа построено несколько крупных автомобильных тоннелей и мостов.

## Достопримечательности

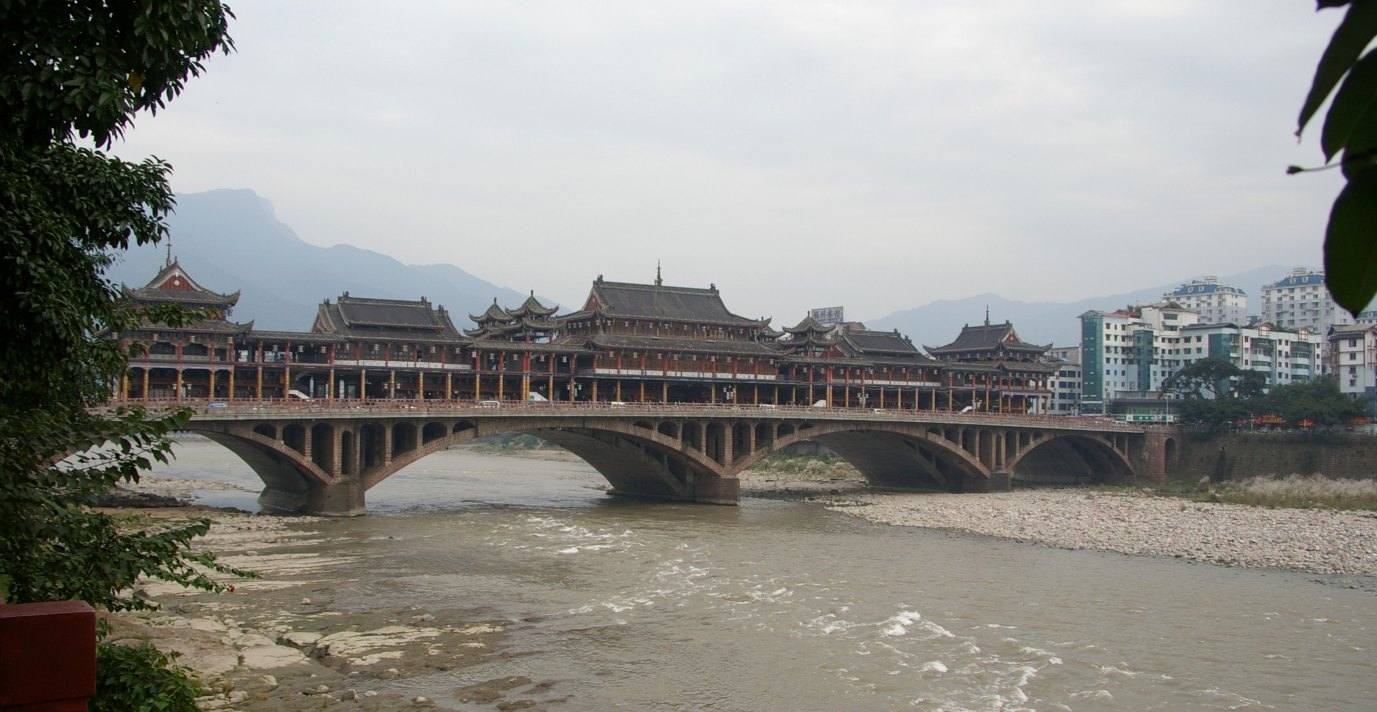
Мост в городе

В округе сохранился ряд древних архитектурных памятников, некоторые из которых восходят к временам империи Хань. В частности, памятник архитектуры «Башни ворот (цюэ) и скульптуры мавзолея Фань Миня» (樊敏阙及石刻) в уезде Лушань включает древнейшую известную каменную черепаху со стелой, относящуюся к 205 г. н. э..

## Образование
- Сычуаньский сельскохозяйственный университет